# Ophiostoma longicollum
Ophiostoma longicollum är en svampart som beskrevs av Masuya 1998. Ophiostoma longicollum ingår i släktet Ophiostoma och familjen Ophiostomataceae.   Inga underarter finns listade i Catalogue of Life.